# Stor-Bastuträsket
Stor-Bastuträsket är en sjö i Storumans kommun i Lappland och ingår i Umeälvens huvudavrinningsområde. Sjön har en area på 3,44 kvadratkilometer och ligger 264,2 meter över havet. Det finns bra med abborre i sjön.

## Delavrinningsområde
Stor-Bastuträsket ingår i det delavrinningsområde (721446-158638) som SMHI kallar för Utloppet av Stor-Bastuträsket. Medelhöjden är 311 meter över havet och ytan är 24,43 kvadratkilometer. Räknas de 32 avrinningsområdena uppströms in blir den ackumulerade arean 377,92 kvadratkilometer. Gunnarbäcken (Storbäcken) som avvattnar avrinningsområdet har biflödesordning 3, vilket innebär att vattnet flödar genom totalt 3 vattendrag innan det når havet efter 221 kilometer. Avrinningsområdet består mestadels av skog (70 procent). Avrinningsområdet har 3,62 kvadratkilometer vattenytor vilket ger det en sjöprocent på 14,8 procent. Bebyggelsen i området täcker en yta av 0,6 kvadratkilometer eller 2 procent av avrinningsområdet.